# Bibb megye (Alabama)
Bibb megye az Amerikai Egyesült Államokban, azon belül Alabama államban található. Megyeszékhelye Centreville, legnagyobb városa Brent. Lakosainak száma 22 293 fő (2020. április 1.). Bibb megye Jefferson, Shelby, Chilton, Perry, Hale és Tuscaloosa megyékkel határos.
Az Alabama állam központjában található Bibb megye a tizenkilencedik században jelentős vas-, szén- és faipari központ volt. Az országosan ismert Miller's fazekas műhely itt található Brentben. Minnie Bruce Pratt költő Centreville-ben, Adelaide Mahan festő Brierfieldböl származik. A Birmingham Black Barons sztárja, George "Mule" Suttles a mára elhagyott Blocton városában született és nőtt fel. A megyét egy választott öttagú bizottság irányítja. A Medal of Honor kitüntetettje, Ross Franklin Gray Bibb megyében nőtt fel.

## Történet
Bibb megyét 1818. február 7-én alapították, egy évvel Alabama állammá válása előtt. Eredetileg Cahaba megyének hívták, a rajta áthaladó folyó miatt, de 1820-ban új nevet kapott Alabama első kormányzója, William Wyatt Bibb tiszteletére. A területet a telepesek megérkezése előtt Creek indián törzsek népesítették be, akik a Cahaba és mellékfolyói mentén éltek. 1815-ben telepesek kezdtek beszivárogni a területre, és Centreville-t a kormány a megye, székhelyévé tette.  Bibb megye rendkívül gazdag volt ásványkincsekben, és a tizenkilencedik század elején a helyi vállalkozók több kis vaskohót létesítettek a megye északi és északkeleti részén. A bloctoni Oxmoor Furnace volt az első kemence, amely nyersvasat állított elő az államban. Az 1850-es évekre Bibb megye a harmadik helyen állt az államban a vastermelésben, ami a régiót rendkívül értékessé tette a Konföderáció számára a polgárháború idején. A Brierfield Vasművet 1861-ben hozták létre, és két évvel később a Konföderációs kormány megvásárolta, hogy katonai felhasználásra szánt vasat gyártson; később az amerikai hadsereg csapatai felgyújtották James H. Wilson tábornok vezetésével. A polgárháború után Bibb megyében jelentős gazdasági feszültségek keletkeztek mivel 1865-ben a lakosság csaknem fele egykori rabszolga volt. Ezekben az években rengeteg erőszak volt a jellemző a fekete lakosság ellen, a szegénység növekedett. A tizenkilencedik század végén a térségben fellendült a fa- és szénbányászat, és számos bevándorló érkezett Belgiumból, Olaszországból, Ausztriából, Magyarországról és Bulgáriából a megyébe. A bányákban uralkodó veszélyes állapotok vonzották a szakszervezeti vezetőket, és a bányászok többször is sztrájkolni kezdtek a jobb munkakörülményekért. A bányászok helyzete felkeltette a nemzeti munkaügyi vezető, Eugene V. Debs figyelmét. , Bloctonban 1896-ban beszédet tartott. A terület gazdasági lendületet kapott 1898-ban, amikor elkészült a Mobile and Ohio vasúti ág a megye délkeleti részén.

## Népesség
A 2020-as népszámlálási becslések szerint Bibb megye lakossága 22 293 fő volta következő eloszlás szerint.
| Rassz            | lélekszám | százalék | rangsor az állam 67 megyéje közül |
| ---------------- | --------- | -------- | --------------------------------- |
| Teljes           | 22293 fő  | 0,44     | 44                                |
| Fehér            | 16442 fő  | 73,8     | 24                                |
| Afroamerikai     | 4390 fő   | 19,7     | 38                                |
| Spanyol          | 740 fő    | 3,3      | 29                                |
| Több rasszú      | 600 fő    | 2,7      | 47                                |
| Őslakos és egyéb | 95 fő     | 0,4      | 52                                |
| Ázsiai           | 26 fő     | 0,1      | 61                                |

A megyeszékhely, Centreville lakossága 2627 fő
A legnagyobb város, Brent lakossága 4768 fő.
 További jelentős városok a megyébenWoodstock és West Blocton.
A háztartások medián jövedelme Bibb megyében 51 721 dollár volt, szemben az állam egészének 52 035 dollárjával, az egy főre jutó jövedelem pedig 22 626 dollár volt, szemben az állam egészének 28 934 dollárjával.
A megye népességének változása:
| Lakosok száma | 20 826 | 22 883 | 22 770 | 22 662 | 22 512 | 22 583 | 22 293 |
|               | 2000   | 2010   | 2011   | 2012   | 2013   | 2015   | 2020   |

## Gazdaság
A tizenkilencedik században a mezőgazdaság és a vasgyártás volt az uralkodó iparág Bibb megyében. A megye északi részén található bőséges ásványlelőhelyek miatt fontos központ lett. A Konföderáció 1863-ban megvásárolta a Brierfield vasgyárat, hogy segítse a déli háborús erőfeszítéseket, de 1865-ben a szövetségi csapatok felégették azt, az 1900 as évek elejére Birmingham virágzó ipara elhomályosította az itteni terület iparát. Tekintettel arra, hogy a megyében rengeteg erdő található a fűrészáru üzletág gyorsan jövedelmezővé vált. A tizenkilencedik században a lakosok többsége mezőgazdaságból élt, kukoricát, búzát, rozst és gyapotot termesztettek. A gyapottermelés visszaesett a háború utáni években, de a vasutak segítettek fellendíteni a fa- és szénipart, amelyek a tizenkilencedik század végén és a huszadik század elején a megye fő iparágává váltak.

## Foglalkoztatás
A 2020-as népszámlálási becslések szerint a mai Bibb megyében a munkaerő a következő ipari kategóriák között oszlik meg

- Oktatási szolgáltatások, valamint egészségügyi és szociális segélyezés (22,4 százalék)
- feldolgozóipar (14,6 százalék)
- kiskereskedelem (10,8 százalék)
- építőipar (9,4 százalék)
- Egyéb szolgáltatások, kivéve a közigazgatási (6,2 százalék)
- Szállítás és raktározás, valamint közműszolgáltatás (6,2 százalék)
- Szakmai, tudományos, gazdálkodási, adminisztrációs és hulladékgazdálkodási szolgáltatások (7,0 százalék)
- Közigazgatás (5,7 százalék)
- Pénzügy és biztosítás, valamint ingatlanügyletek, bérbeadás és lízing (5,0 százalék)
- Mezőgazdaság, erdőgazdálkodás, halászat és vadászat, valamint nyersanyag-kitermelő (4,7 százalék)
- Művészetek, szórakoztatás és rekreáció, valamint szállás- és vendéglátás (3,3 százalék)
- Nagykereskedelem (3,1 százalék)
- Információ (1,4 százalék)

## Oktatás
A Bibb megyében 10 állami és két magániskola található.

## Földrajz
Az 1612 négyzetkilométer területű Bibb megye az állam központjában található. A Cahaba folyó Bibb megyén keresztül folyik északról délre, mellékfolyói, a Little Cahaba, a Sixmile Creek és a Shultz Creek pedig a megye keleti és nyugati részén folynak. A U.S. 82 Bibb megye fő közlekedési útvonala, amely kelet-nyugati irányban halad át a megye déli részén. A Bibb megyei repülőtér a megye egyetlen nyilvános repülőtere.

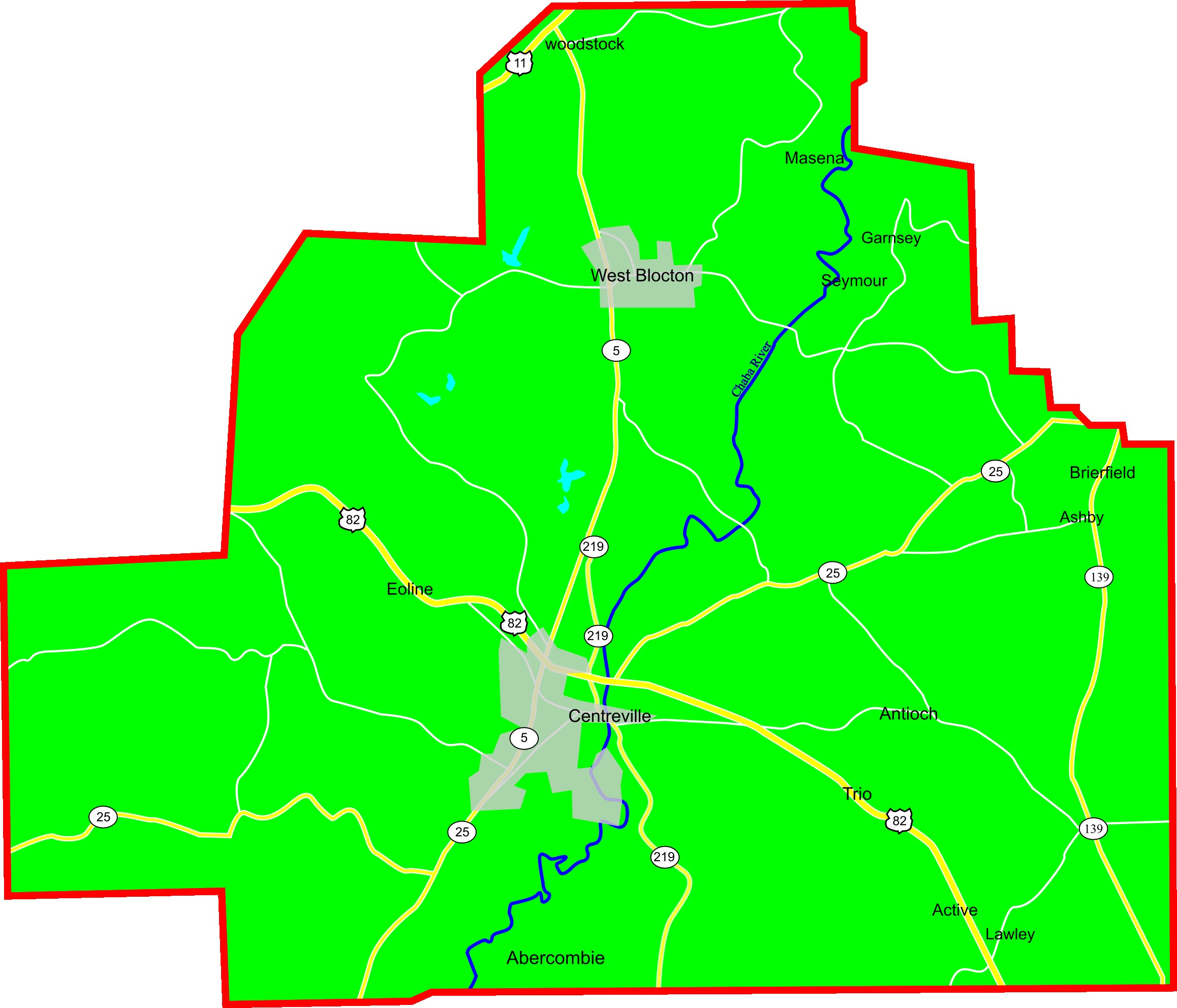
Bibb county (Alabama) map

## Események és érdekes helyek
A Cahaba folyó és a Talladega Nemzeti Park közelsége miatt Bibb megyében sok hely található ahol a szabadidőt el lehet tölteni. Az egykor a halászok paradicsomaként számon tartott Cahaba folyó leginkább festői vadvilágáról és kenuzási lehetőségeiről ismert. A Cahaba és a Little Cahaba folyó mentén található veszélyeztetett Cahaba liliom májusban és júniusban, virágzik ez időszakban vonzza a természet szerelmeseit.

 Minden májusban ezrek özönlenek a Bibb megye északi részén fekvő West Blocton városába, a Cahaba Liliomfesztiválra. Az események közé tartozik a liliom és más helyi vadvirágok bemutatása, a Cahaba Lily Queen megkoronázása, valamint a folyó mentén tett kenu- és kajaktúrák, hogy a virágokat eredeti helyükön lássák.
A Bibb megye déli és délnyugati részén található Talladega National Forest túrázók és táborozók ezreit vonzza. A szövetségi kormány megvásárolta az 1930-as években, az addigra már jelentősen elpusztított erdőt és mára változatos ökoszisztémának ad otthont.
A megye történelmi látnivalói közé tartozik a Brierfield Ironworks Historical State Park, amelynek középpontjában egy 1861-ben épített vaskohó áll amely segítette a Konföderáció háborús erőfeszítéseit.